# زاوية إفران (واد إفران)
زاوية إفران هي مشيخة مغربية تقع في الأطلس المتوسط، وتنتمي إداريا إلى جماعة واد إفران، ضمن تراب دائرة أزرو، إقليم إفران، بجهة فاس مكناس. 

## التاريخ
تم تشييد زاوية إفران تدريجيا حول ضريح المرابط سيدي محمد وبوبكر، عند سفح منحدر كلسي تشكل على إثر تآكل الصخور خلال العصر الثالث، وهو ما يفسر وجود الكهوف بالمنطقة، ومنه جاء أصل التسمية إفران وهي كلمة تعني "الكهوف" باللغة الأمازيغية، كما تنتمي زاوية إفران إلى تراب المنتزه الوطني لإفران.

## الدواوير
تتشكل زاوية إفران من 4 دواوير امازيغية هي: 
| اسم الدوار           | عدد سكان الدوار | النوع     |
| -------------------- | --------------- | --------- |
| ايت مولاي الجيلالي   | 492             | دوار مشتت |
| ايت سيدي سكر         | 153             | دوار مشتت |
| ايت مولاي عبد الكريم | 230             | دوار مشتت |
| ايت مولاي الطاهر     | 232             | دوار مشتت |

## السياحة
تشتهر زاوية إفران بالسياحة الجبلية بفضل شلالات زاوية إفران، والمناظر الطبيعية، وخدمة الإيواء السياحي بالمنطقة. 

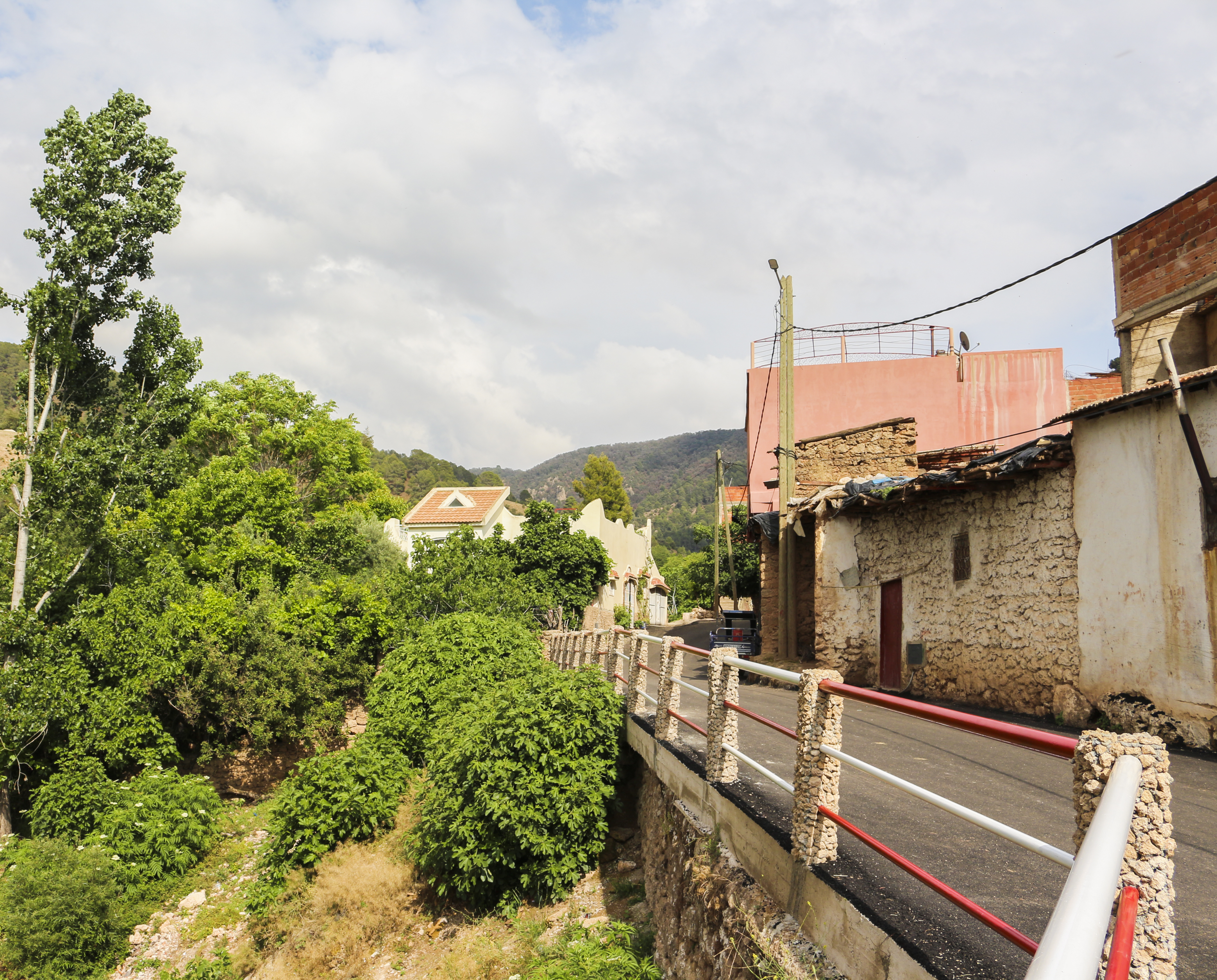
من أزقة زاوية إفران

## معرض الصور

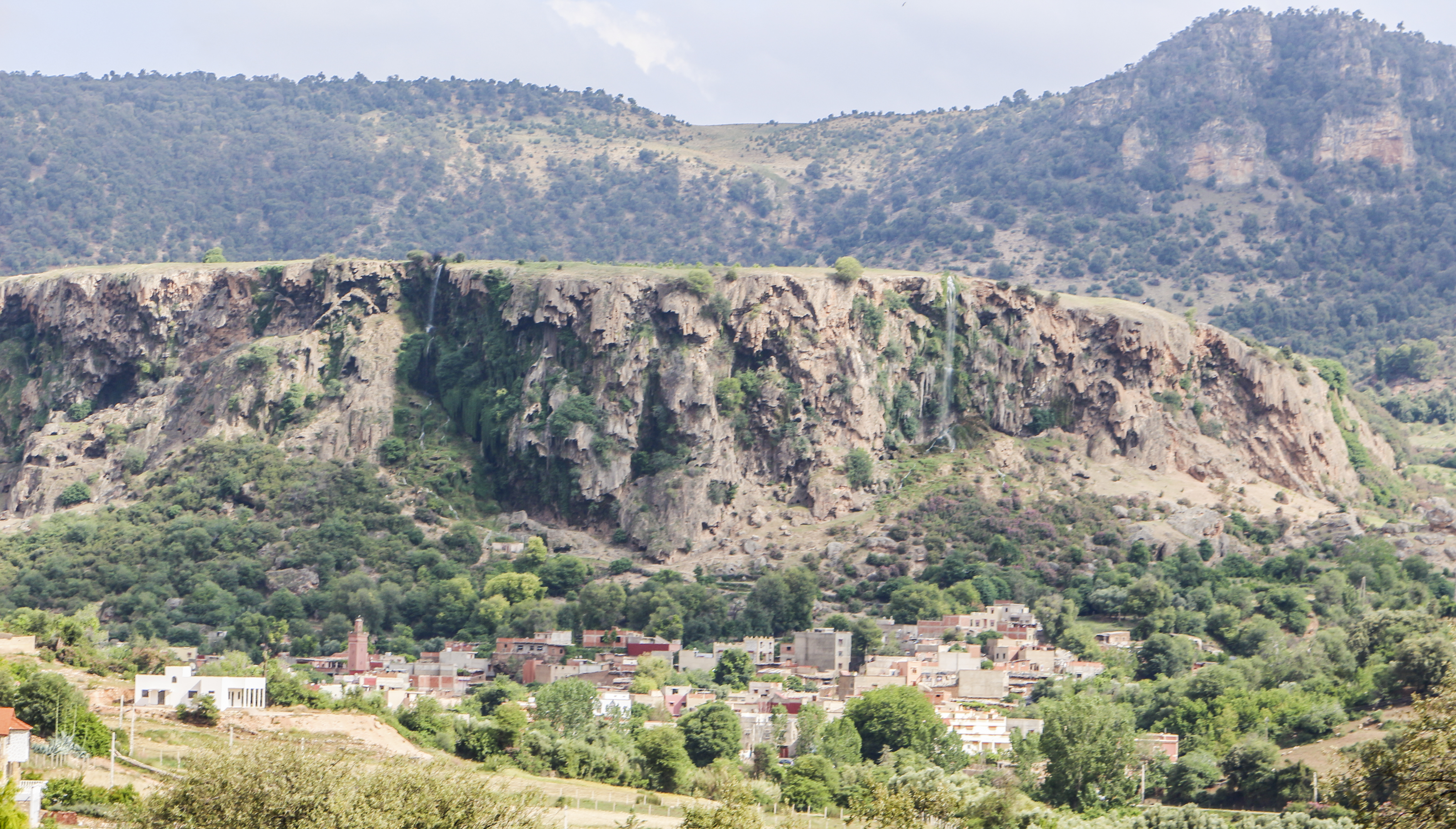
زاوية إفران وشلالات زاوية إفران
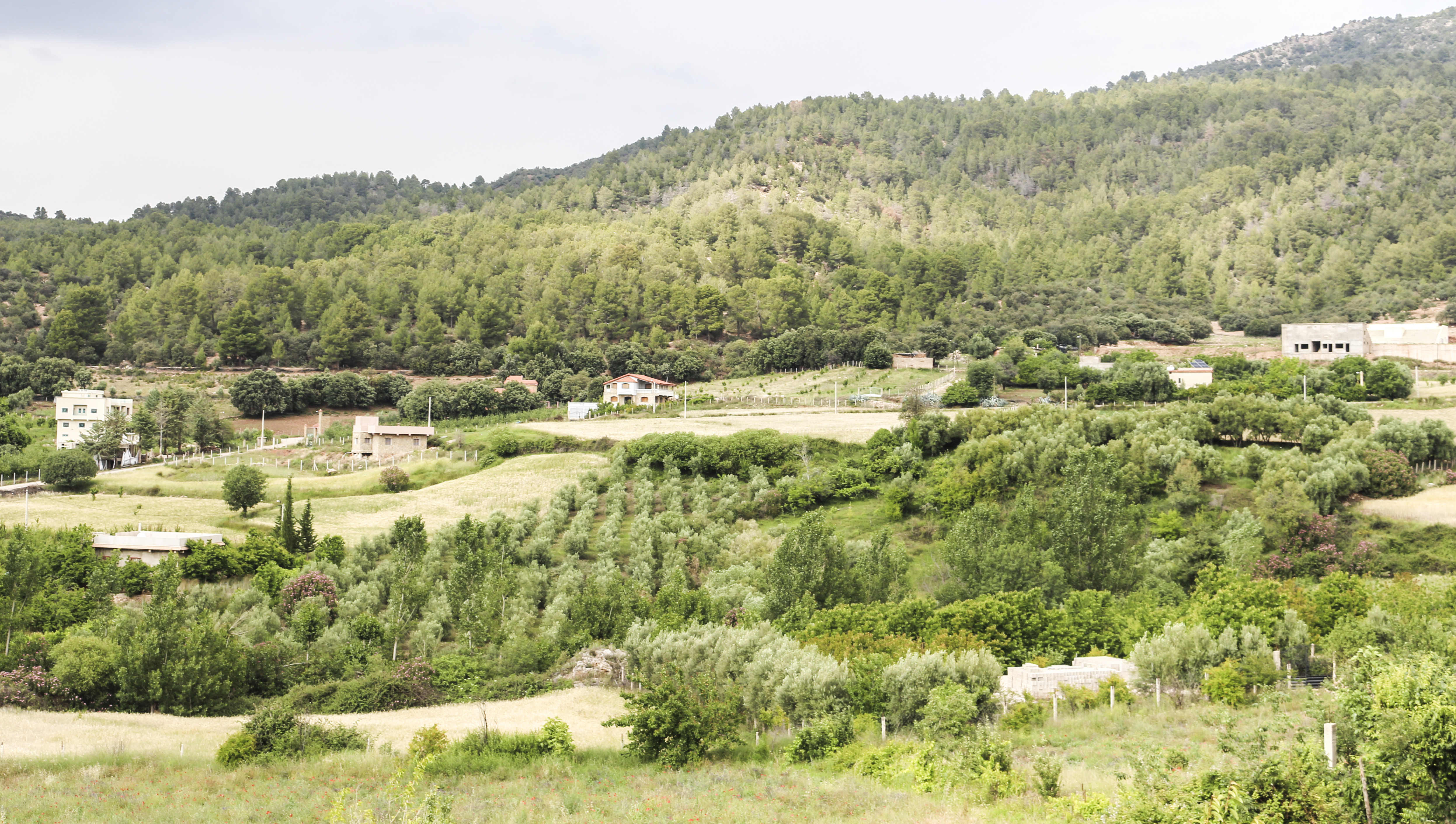
أراضي زراعية من زاوية إفران
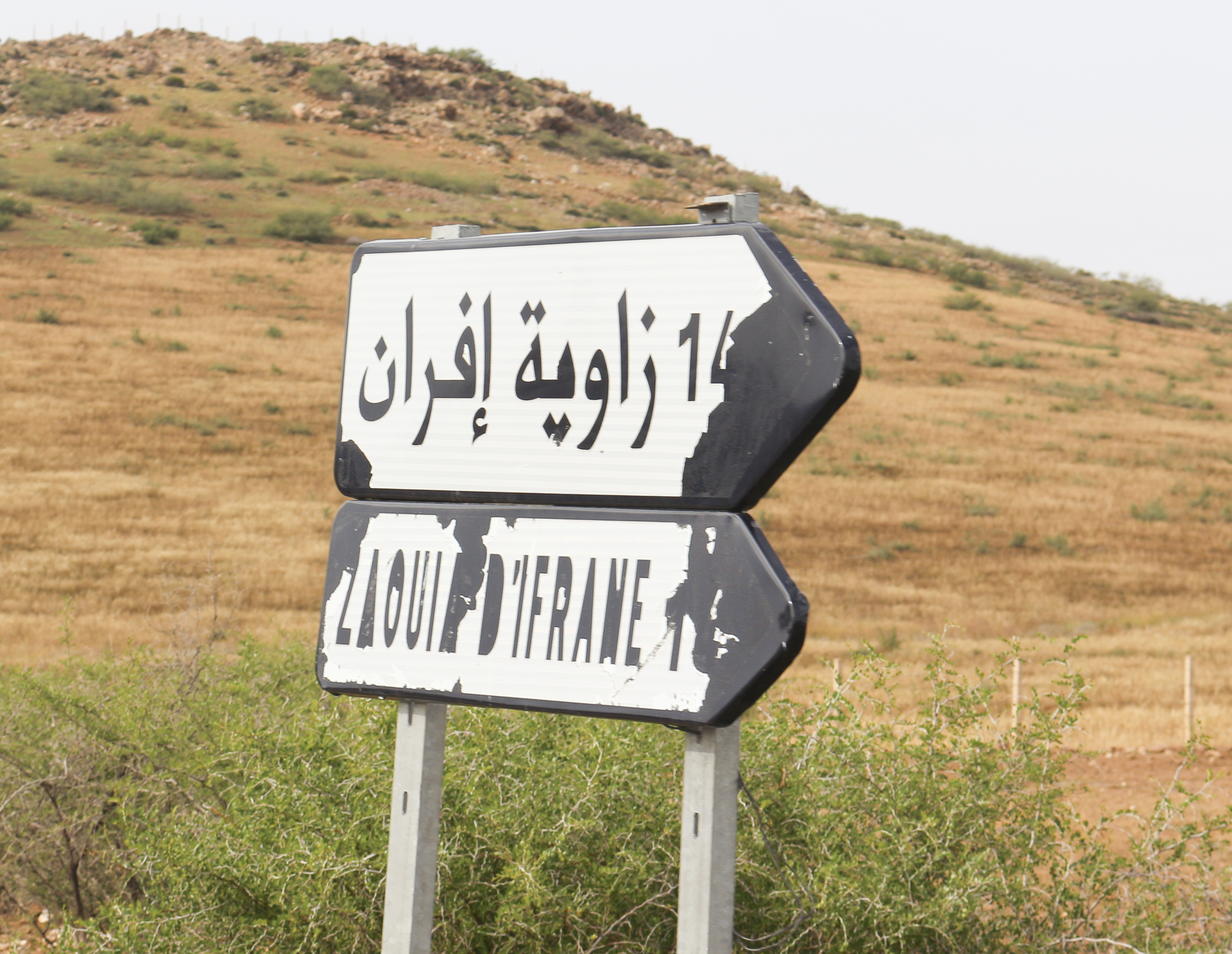
اتجاه زاوية إفران